# Fayette megye (Texas)
Fayette megye az Amerikai Egyesült Államokban, azon belül Texas államban található. Megyeszékhelye és legnagyobb városa La Grange. Lakosainak száma 24 435 fő (2020. április 1.). Fayette megye Austin, Bastrop, Gonzales, Lee, Lavaca, Colorado, Washington és Caldwell megyékkel határos.

## Népesség
A megye népességének változása:
| Lakosok száma | 24 546 | 24 765 | 24 706 | 24 821 | 25 110 | 24 435 |
|               | 2010   | 2011   | 2012   | 2013   | 2015   | 2020   |